# Mikołaj z Błonia
Mikołaj z Błonia inne formy nazwiska: Mikołaj Pszczółka, Nicolaus Varsaviensis, (ur. przed 1400, data śmierci nieznana) – teolog, historyk, kaznodzieja, uczeń i wykładowca Akademii Krakowskiej, doktor prawa kanonicznego.

## Życiorys
Pochodził z Błonia (Mazowsze), jego ojcem był niejaki Falisław. Od roku 1414 studiował w Akademii Krakowskiej pod kierunkiem Stanisława ze Skrabimierza i Pawła Włodkowica. W 1415 został bakałarzem in artibus, w roku 1421 magistrem, a nieco później uzyskał doktorat dekretów. W latach 1422–1427 wykładał na Akademii w stopniu bakałarza, w tym czasie dostał przydomek "pszczółka" ze względu na pracowitość i dokładność w pracy. W tym samym okresie był także kapelanem królewskim, pracując jednocześnie w kancelarii nadwornej przy Stanisławie Ciołku. W 1427 poprosił władze uniwersytetu o przeniesienie na probostwo. Władze pozwoliły mu i został proboszczem Charłupi Mniejszej (archidiecezja gnieźnieńska). Po konsekracji Ciołka na biskupa poznańskiego został jego kapelanem (przeniósł się do Poznania w styczniu roku 1429) i pracował nad podręcznikiem dotyczącym sakramentów, który po ukończeniu został wydany w wielu krajach Europy. W roku 1435 prawdopodobnie towarzyszył Ciołkowi do Bazylei (wybrany przez kapitułę poznańską jej prokuratorem na tamtejszym soborze). Ostatnie lata życia spędził na rodzinnym Mazowszu, prawdopodobnie w Czersku, gdzie objął probostwo po śmierci Ciołka (1437). Był też członkiem kapituły płockiej i kanonikiem kolegiaty warszawskiej.

## Twórczość
- Tractatus de administrandis rite ecclesiasticis scramentis, celebrandisque missarum solennis et censuris ecclesiasticis canonice observandis (tzw. Sacramentale), powstał około 1430, wyd. (z odmiankami w tytułach): Wrocław 1475, drukarnia K. Elyan; brak wyraźnego miejsca (Strasborug?) 1476; Strasbourg 1487; Strasbourg 1488; Strasbourg 1490; Strasbourg 1492; Strasbourg 1493; Strasbourg 1494; Strasbourg 1496; Strasbourg 1499; Pampilone 1499; do końca XVI w. ogółem 36 wyd. osobnych i 1 przedr. w dziele zbiorowym; unikat pierwodruku znajdował się w Bibliotece Baworowskich we Lwowie ze zbiorów Czarneckiego; zob. R. Pilat Historia literatury polskiej, t. 1, cz. 2, Warszawa 1926, s. 202; rękopisy różniące się od druku, m.in. w Bibliotece Jagiellońskiej; Biblioteka Narodowa: II. 3152 (z roku 1452), II. 3153 (z roku 1456); Biblioteka Uniwersytetu Wrocławskiego sygn. I. Q 69.
- Sermones de tempore et de sanctis, Strasburg 1484, wyd. następne: Strasburg 1491; Strasburg 1493; Strasburg 1494/1495; Strasburg 1498; fragm. polskiego kazania z rękopisu z połowy XV wieku ogł. W. A. Maciejowski Piśmiennictwo polskie, t. 3 dod., Warszawa 1852, s. 104-106; większą część przedr. K. Mecherzyński Historia wymowy w Polsce, t. 1, Kraków 1856, s. 187-188
- niektóre rękopisy z dziełami Mikołaja (Pszczółka) z Błonia wymienia K. Piotrowicz "Polonica w Niemczech", Nauka Polska, t. 18 (1934), s. 20, 24, 81, 157.

### Utwory o autorstwie niepewnym
- Nitor inclite claredinis – łacińska pieśń z okazji urodzin Władysława Warneńczyka, zachowana wraz z zapisem nutowym w tzw. rękopisie Kras 52. Niektórzy badacze, opierając się na akrostychu „NICOLAUS”, zawartym w pierwszej strofie utworu, stawiają hipotezę, że autorem tekstu mógł być Mikołaj z Błonia[1].
- Hystorigraphi aciem – łacińska pieśń z okazji urodzin królewicza Kazimierza (ur. 1426, zm. 1427), syna Władysława Jagiełły i Zofia Holszańska, z muzyką Mikołaja z Radomia. Według niektórych badaczy autorem tekstu mógł być Mikołaj z Błonia.